# وینپگاسس
وینپگاسس (به انگلیسی: Winnipegosis) یک شهرک در کانادا است که در منیتوبا واقع شده‌است. وینپگاسس ۶۴۷ نفر جمعیت دارد.